# دی‌جی پو
مارک جردن (انگلیسی: Mark Jordan؛ ۲۹ ژوئن ۱۹۶۹)، که بیشتر با نام هنری دی‌جی پو (انگلیسی: DJ Pooh) شناخته می‌شود، تهیه‌کنندهٔ موسیقی، رپر، بازیگر، صداپیشه، فیلمنامه‌نویس و کارگردان فیلم اهل ایالات متحده آمریکا است. او در تهیه‌کنندگی آلبوم‌های بسیاری از خواننده‌های رپ مانند کینگ تی، اسنوپ داگ، آیس کیوب و توپاک را برعهده داشته‌است.